# Lima zushiensis
Lima zushiensis is een tweekleppigensoort uit de familie van de Limidae. De wetenschappelijke naam van de soort is voor het eerst geldig gepubliceerd in 1920 door Yokoyama.